# Аллендейл (Міссурі)
Аллендейл (англ. Allendale) — місто (англ. city) в США, в окрузі Ворт штату Міссурі. Населення — 48 осіб (2020).

## Географія
Аллендейл розташований за координатами 40°29′7″ пн. ш. 94°17′19″ зх. д. / 40.48528° пн. ш. 94.28861° зх. д. (40.485340, -94.288679).  За даними Бюро перепису населення США в 2010 році місто мало площу 1,47 км², уся площа — суходіл.

## Демографія
Згідно з переписом 2010 року, у селищі мешкали 53 особи в 25 домогосподарствах у складі 20 родин. Густота населення становила 36 осіб/км².  Було 35 помешкань (24/км²).
Расовий склад населення:
| - 100,0 % — білих |

До двох чи більше рас належало 0,0 %. Частка іспаномовних становила 0,0 % від усіх жителів.
За віковим діапазоном населення розподілялося таким чином: 15,1 % — особи молодші 18 років, 56,6 % — особи у віці 18—64 років, 28,3 % — особи у віці 65 років та старші. Медіана віку мешканця становила 57,5 року. На 100 осіб жіночої статі у селищі припадало 103,8 чоловіків;  на 100 жінок у віці від 18 років та старших — 114,3 чоловіків також старших 18 років.
За межею бідності перебувало 25,0 % осіб, у тому числі 0,0 % дітей у віці до 18 років та 8,3 % осіб у віці 65 років та старших.
Цивільне працевлаштоване населення становило 15 осіб. Основні галузі зайнятості: освіта, охорона здоров'я та соціальна допомога — 33,3 %, фінанси, страхування та нерухомість — 26,7 %, науковці, спеціалісти, менеджери — 20,0 %.